# Шпанська мушка
Шпанська мушка, також шпанська мушка ясенева, шпанська мушка аптекарська (Lytta vesicatoria) — вид жуків родини наривники. Середнього розміру металево-зелений жук, рослиноїдний — живиться листям бузку, ясена тощо. Екстракт жуків використовується в фармакології, оскільки містить сполуку кантаридин, яка в великих дозуваннях — є сильнодіючою отрутою для ссавців.

## Опис
Золотисто-зелений або металево-зелений жук, з довжиною тіла 1,1-2,5 см. Голова має глибоку борозенку. Більша частина антен, окрім перших 4 члеників, темна й матова. Надкрила довгі та м'які, на них виступають повздовжні жилки.

## Життєвий цикл
Як і в більшості видів родини наривники, шпанська мушка проходить гіперметаморфоз, що складається з 8 стадій між яйцем та імаго. З яйця після 16-27 днів вилуплюється рухлива (камподеаподібна) личинка, яку називають тріунгулін. У неї довгі антени та церки, білі ноги, тіло буре. Тріунгулін шпанської мушки на відміну від рухливих личинок інших наривників не чекає на бджолу на квітці, натомість шукає гніздо бджіл родів Megachile, Osmia, Colletes у ґрунті. У гнізді перша личинка перетворюється на другу стадію — червоподібну личинку першого порядку, яка живиться бджолиним медом та пилком, тричі линяє та росте (3-5-та стадії, займають близько 15-20 діб). Шоста стадія спокою впадає в діапаузу на зимовий час, а навесні перетворюється на сьому — червоподібну личинку другого порядку, яка не живиться. Ця личинка впродовж 12-15 діб будує спеціальну лялечкову комірку та заляльковується. З лялечки за 15 діб виходить імаго, яке живиться листям рослин.

## Значення для людини
Шпанська мушка може в роки масового розмноження сильно пошкоджувати листя бузку, ясена, оливи тощо. У Калабрії в 1995 році жуки завдали серйозної шкоди молодим насадженням олив.